# چاخانی
چاخانی (سرچشمه)، روستایی است از توابع بخش مرکزی شهرستان چالوس در استان مازندران ایران.

## جمعیت
این روستا در دهستان کلارستاق غربی قرار دارد و براساس سرشماری مرکز آمار ایران در سال ۱۳۸۵، جمعیت آن ۵۱۳ نفر (۱۵۰خانوار) بوده‌است. مردم چاخانی از قومیت طبری هستند. مردم چاخانی به زبان طبری با گویش چالوسی سخن می‌گویند.